# Sphedamnocarpus decaryi
Sphedamnocarpus decaryi là một loài thực vật có hoa trong họ Malpighiaceae. Loài này được Arènes miêu tả khoa học đầu tiên năm 1943.